# 391 v.Chr.
Het jaar 391 v.Chr. is een jaartal volgens de christelijke jaartelling.

## Gebeurtenissen

### Perzië
- De Spartaanse generaal Thibron wordt naar Klein-Azië gestuurd om een einde te maken aan de pro-Atheense politiek van Struthas. De Griekse steden aan de Ionische kust worden bevrijd van Perzische dominantie. Tijdens een rooftocht wordt hij in een hinderlaag gelokt en vermoord.
- Euagoras I van Salamis sluit een bondgenootschap met Athene en Egypte. Daarna komt hij in Cyprus in opstand tegen de Perzen.

### Griekenland
- Slag bij Lechaeum: De Atheense generaal Iphicrates verslaat een Spartaanse legermacht met Thracische peltasten. Dit is voor het eerst in de krijgsgeschiedenis dat Griekse hoplieten in een veldslag door alleen licht bewapende infanteristen worden verslagen.
- Iphicrates trekt plunderend door Argolis en Arcadië. Een Grieks huurlingenleger uit Argos marcheert naar Korinthe en verovert de Akrokorinthos.

### Italië
- De Carthagers bezetten de stad Panormus (Palermo) op Sicilië.
- De Galliërs onder Brennus vallen de Povlakte binnen. De stad Clusium (het huidige Chiusi) in Etrurië, wordt door de Galliërs belegerd.
- Rome stuurt drie afgezanten waaronder Quintus Fabius voor een "onderhandelingspoging". Dit resulteert in de moord op een Gallisch stamhoofd, Brennus eist de uitlevering van de daders. Dit wordt geweigerd door de Romeinen.
- Het beleg van Clusium wordt afgebroken, de Galliërs rukken op naar Rome.

## Overleden
- Thibron, Spartaans veldheer
- Mozi (~470 v.Chr. - ~391 v.Chr.), Chinees filosoof (79)

## Verschenen
- Tegen de sofisten van Isocrates.